# شهرستان چرنوچن
شهرستان چرنوچن (به بلغاری: Chernoochene Municipality) یک شهرستان در بلغارستان است که در استان کرجالی واقع شده‌است. شهرستان چرنوچن ۳۲۸٫۵۷ کیلومتر مربع مساحت دارد.